# Dolmen de Soto
Pour les articles homonymes, voir Soto.
Le dolmen de Soto, appelé aussi dolmen de Soto de Trigueros ou dolmen de Soto I, est un dolmen situé au sud-est de la commune de Trigueros, dans la province de Huelva, en Andalousie. C'est l'un des plus grands dolmens d'Europe occidentale.

## Historique
Le dolmen a été découvert et fouillé en 1923 par Armando de Soto Morillas, propriétaire du domaine de La Lobita. Avant cette découverte, le site était identifié comme étant une petite colline connue sous le nom de Cabezo del Zancarrón (ou Cabecillo del Zancarrón). Après sa découverte, le dolmen a également été appelé Cueva del Zancarrón. Il a été étudié ultérieurement par Hugo Obermaier.
Le monument  a été déclaré Monumento Nacional en 1931. Il a été acquis par le gouvernement régional d'Andalousie en 1987 et a fait l'objet d'une restauration à partir de 2004.

## Description
Le dolmen est l'un des plus grands d'Europe occidentale. Le tumulus mesure 60 à 75 m de diamètre pour une hauteur maximale de 4 m. Il a été construit au moyen de couches successives d'argile superposées, le dernier niveau étant consolidé par des galets de rivière en quartz et quartzite. Le tumulus est ceinturé à la base par une enceinte péristaltique constituée de pierres calcaires enfoncées verticalement qui intègrent les différentes parties d'une enceinte néolithique antérieure. L'ensemble est entouré d'un espace déambulatoire périphérique ouvert, d'environ 5 m de large, comportant des vestiges d'un pavement constitué avec le même type de galets que ceux qui couronnent l'édifice.

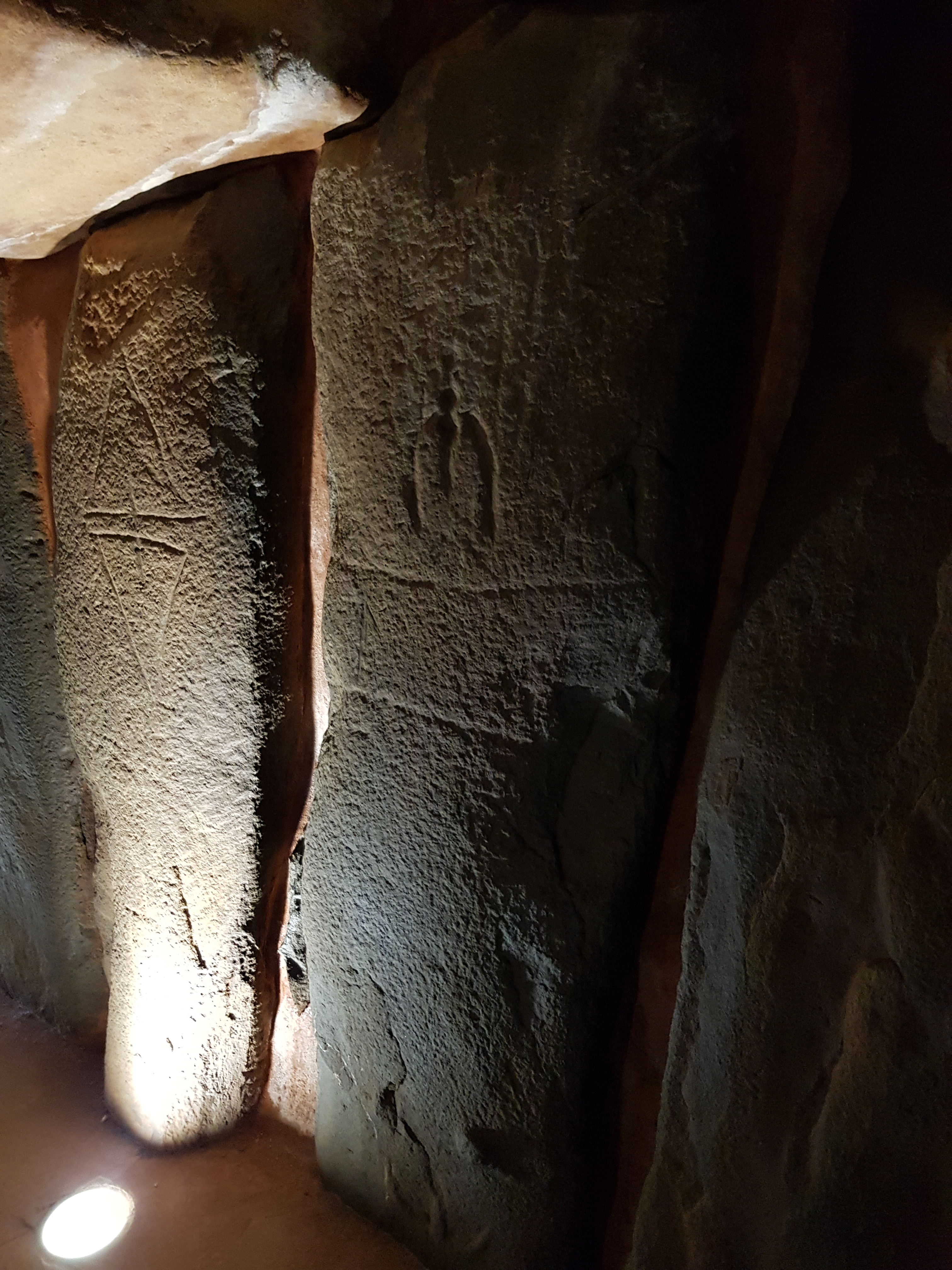
Au centre, l'orthostate n°21.

Le dolmen n'est pas un dolmen à couloir classique : la chambre et le couloir d'accès ne sont pas nettement individualisés. Le couloir mesure 21,50 m de longueur, pour une largeur allant de 0,82 m à l'entrée jusqu'à 3,10 m dans la chambre. La chambre finale est de forme trapézoïdale allongée. L'ensemble est délimité par 31 orthostates côté droit et 32 côté gauche, auxquels il faut ajouter la dalle de chevet au fond de la chambre. Vingt dalles de couverture ont été conservées mais celles de la chambre étaient manquantes lors de la découverte, elles ont été remplacées par une dalle en ciment. Les orthostates et les dalles de couverture sont constitués de blocs de roches diverses (grauwacke, calcarénite, granite, grès, quartzite et dolomie) que l'on trouve naturellement dans un rayon de 5 à 30 km autour du dolmen.

## Décor
Le dolmen comporte une riche ornementation constituée de gravures (qui furent observées dès sa fouille dans les années 1930) et de peintures, en mauvais état, qui ne furent détectées que dans les années 1990. Il est probable qu'à l'origine tout l'intérieur du dolmen était peint mais il est impossible d'en connaître le décor. Les nombreux signes gravés sont de nature anthropomorphes. L’orthostate n°21 est orné d'un visage humain, d'une ceinture et d'un trident, semblable à celle du dolmen de Déhus. L'ensemble du décor étant placé à l'envers, la dalle a été interprétée comme une statue-menhir réemployée.

## Matériel archéologique
Huit squelettes complets, mais en mauvais état, ont été découvert lors des fouilles :  cinq le long du mur droit du couloir, deux autres près du mur gauche, et le dernier dans la chambre. Selon Obermaier, tous les corps ont été déposés le long de certains orthostates décorés, en position accroupie, les jambes et les bras repliés et plaqués contre le corps, ce qui indique peut-être qu'à l'origine les corps étaient enveloppés dans un linceul. Un mobilier funéraire d'accompagnement a été retrouvé près des corps, voire sur eux : haches polies, couteaux, ciseaux, poignards, bracelets en ivoire, fossiles d'animaux marins, céramiques (dont des récipients en forme de cloche), coquillages marins (huîtres, bivalves), ainsi que divers restes de faune (équidés, bovidés, suidés et oiseaux).